# Slangooghagedissen
Slangooghagedissen (Ophisops) zijn een geslacht van hagedissen uit de familie echte hagedissen (Lacertidae).

## Naam en indeling
De wetenschappelijke naam van de groep werd voor het eerst voorgesteld door Édouard Ménétries in 1832. Er zijn tien soorten, inclusief Ophisops kutchensis en Ophisops pushkarensis, die pas in 2018 voor het eerst wetenschappelijk zijn beschreven. In veel literatuur worden deze soorten nog niet vermeld.
De wetenschappelijke geslachtsnaam Ophisops betekent vrij vertaald 'slangenoog'.

## Uiterlijke kenmerken
De slangooghagedissen danken de naam aan het feit dat het onderste ooglid doorzichtig is en vergroeid met het bovenste ooglid. Het ooglid ligt als een soort bril over het oog en kan niet meer worden bewogen. Dit komt normaal gesproken alleen voor bij slangen en hagedissen uit de familie gekko's. De 'bril' is ontstaan doordat het onderste ooglid geleidelijk het gehele oog bedekte en een doorzichtig venster kreeg, waarna het fuseerde met het bovenste ooglid. De ogen kunnen echter nog wel worden gesloten doordat de oogleden enigszins beweegbaar zijn. Ook de brilhagedis (Teira perspicillata) kent een dergelijke aanpassing, bij deze hagedis is een venster aanwezig in het ooglid, zodat het dier met gesloten ogen toch kan zien.

## Levenswijze
Alle soorten zijn overdag actief en bodembewonend. Slangooghagedissen kunnen zich bij gevaar oprichten en op de achterpoten wegrennen. De vrouwtjes zetten eieren af op de bodem. Op het menu staan ongewervelden zoals insecten

## Verspreiding en habitat
De verschillende soorten hebben bij elkaar een zeer groot verspreidingsgebied dat zich uitstrekt over Afrika, Amerika en Azië. De hagedissen komen voor in de landen Afghanistan, Algerije, Armenië, Azerbeidzjan, Bangladesh, Bulgarije, Cyprus, Egypte, Georgië, Griekenland, India, Irak, Iran, Israël, Jemen, Jordanië, Libië, Libanon, Marokko, Pakistan, Rusland, Saoedi-Arabië, Soedan, Sri Lanka, Syrië, Tunesië en Turkije.
In Europa komt één soort voor; de slangenooghagedis (Ophisops elegans). Deze soort heeft een enorm areaal en komt voor in noordelijk Afrika, het Midden-Oosten tot in Irak en India.

## Beschermingsstatus
Door de internationale natuurbeschermingsorganisatie IUCN is aan vijf soorten een beschermingsstatus toegewezen. Vier soorten worden beschouwd als 'veilig' (Least Concern of LC), de soort Ophisops elbaensis wordt gezien als 'onzeker' (Data Deficient of DD).

## Soorten
Het geslacht omvat de volgende soorten, met de auteur en het verspreidingsgebied.
| Naam                                 | Auteur                                              | Verspreidingsgebied |
| ------------------------------------ | --------------------------------------------------- | --- |
| Ophisops beddomei                    | Jerdon, 1870                                        | India |
| Ophisops elbaensis                   | Schmidt & Marx, 1957                                | Egypte, Jemen, Saoedi-Arabië, Soedan |
| Slangenooghagedis (Ophisops elegans) | Ménétries, 1832                                     | Georgië, Armenië, Azerbeidzjan, Bulgarije, Griekenland, Cyprus, Turkije, Algerije, Egypte, Syrië, Libanon, Israël, Jordanië, Irak, Iran, Rusland |
| Ophisops jerdonii                    | Blyth, 1853                                         | Afghanistan, Pakistan, India |
| Ophisops kutchensis                  | Agarwal, Khandekar, Ramakrishnan, Vyas & Giri, 2018 | India |
| Ophisops leschenaultii               | Milne-Edwards, 1829                                 | India, Sri Lanka |
| Ophisops microlepis                  | Blanford, 1870                                      | India, mogelijk in Bangladesh |
| Ophisops minor                       | Deraniyagala, 1971                                  | India, Sri Lanka |
| Ophisops occidentalis                | Boulenger, 1887                                     | Algerije, Marokko, Tunesië, Libië, Egypte |
| Ophisops pushkarensis                | Agarwal, Khandekar, Ramakrishnan, Vyas & Giri, 2018 | India |